# Não a Keiko
Não a Keiko (em castelhano:  No a Keiko) é um movimento social peruano sem fins lucrativos com o objetivo de "garantir que a população esteja ciente de que Keiko Fujimori não é uma alternativa política que pode manter o desenvolvimento do país", e "derrotar o estabelecimento antidemocrático do fujimorismo." Foi fundado em maio de 2009 por Giancarlo Navarro e Patricia Cajamarca. É uma voz proeminente no movimento antifujimorista.

## Influência
O grupo participou de várias marchas contra a candidatura e a favor do cancelamento da candidatura da política peruana Keiko Fujimori. Eles lideraram duas marchas importantes contra o Força Popular (partido de Fujimori) - o Gran Marcha Nacional: Keiko No Va! (Grande Marcha Nacional: Keiko Não Vai!) que foi realizada na Plaza San Martín, Lima, solicitando a proibição da candidatura de Fujimori nas eleições presidenciais de 2016, e a Marcha por la democracia: Keiko no Va! (Marcha pela Democracia: Keiko Não Vai!) contra a candidatura de Fujimori e envolveu entre 30 e 60 mil manifestantes pacíficos. Em 31 de maio de 2016, o slogan "No es odio, es amor al Perú" (Não é ódio, é amor ao Peru) foi amplamente compartilhado nas redes sociais, mudando fortemente o voto dos indecisos para Pedro Pablo Kuczynski em vez de Fujimori. Em novembro de 2019, junto com uma grande marcha contra Fujimori e uma campanha nas redes sociais, o grupo fez campanha para que ela fosse levada a tribunal por atividade ilegal como um habeas corpus.

## Reação
Fujimori muitas vezes atacou o movimento em coletivas de imprensa e entrevistas, além de alegar que o movimento tinha ligações com o ex-presidente Ollanta Humala e sua esposa, Nadine Heredia. Fujimori e seus aliados também caracterizaram o movimento como um "discurso de ódio", a fim de impedi-la de chegar à presidência.